# Vincent Meriton
Vincent Meriton (ur. 28 grudnia 1960 w Victorii) – seszelski polityk, kilkukrotny minister, a w latach 2016–2020 wiceprezydent Seszeli.

## Biografia
Należy do Partii Ludowej. W 2004 został ministrem pracy i spraw społecznych, następnie kierował resortami zdrowia oraz młodzieży i sportu. W lipcu 2010 został designated minister. Od 2015 do października 2016 pełnił funkcję ministra spraw społecznych, sportu i rozwoju społeczeństwa. 28 października 2016 został wiceprezydentem u boku Danny’ego Faure.
27 października 2020 roku na stanowisku wiceprezydenta Seszeli zastąpił go Ahmed Afif.